# Lithostege dublicata
Lithostege dublicata är en fjärilsart som beskrevs av Jacob Hübner 1825. Lithostege dublicata ingår i släktet Lithostege och familjen mätare. Inga underarter finns listade i Catalogue of Life.